# Sportvgg. Masovia Lyck
Sportvgg. Masovia Lyck (celým názvem: Sportvereinigung Masovia Lyck) byl německý sportovní klub, který sídlil ve východopruském městě Lyck (dnešní Ełk ve Varmijsko-mazurském vojvodství). Založen byl v roce 1917, zanikl v roce 1945 po sovětsko-polské anexi Pruska. Klubové barvy byly modrá a bílá.
Své domácí zápasy odehrával na stadionu Jahnsportplatz.

## Umístění v jednotlivých sezonách
Stručný přehled
Zdroj: 
- 1933–1935: Gauliga Ostpreußen – sk. B
- 1935–1938: Gauliga Ostpreußen – sk. Allenstein
- 1938–1939: Gauliga Ostpreußen

Jednotlivé ročníky
Zdroj: 
Legenda: Z - zápasy, V - výhry, R - remízy, P - porážky, VG - vstřelené góly, OG - obdržené góly, +/- - rozdíl skóre, B - body, červené podbarvení - sestup, zelené podbarvení - postup, fialové podbarvení - reorganizace, změna skupiny či soutěže
| Velkoněmecká říše (1933 – 1939) |                                     |        |    |    |   |   |    |    |     |    |        |
| Sezóny                          | Liga                                | Úroveň | Z  | V  | R | P | VG | OG | +/- | B  | Pozice |
| 1933/34                         | Gauliga Ostpreußen – sk. B          | 1      | 12 | 7  | 1 | 4 | 52 | 28 | +24 | 15 | 3.     |
| 1934/35                         | Gauliga Ostpreußen – sk. B          | 1      | 12 | 6  | 2 | 4 | 36 | 32 | +4  | 14 | 3.     |
| 1935/36                         | Gauliga Ostpreußen – sk. Allenstein | 1      | 12 | 8  | 0 | 4 | 36 | 17 | +19 | 16 | 2.     |
| 1936/37                         | Gauliga Ostpreußen – sk. Allenstein | 1      | 12 | 6  | 1 | 5 | 24 | 26 | -2  | 13 | 2.     |
| 1937/38                         | Gauliga Ostpreußen – sk. Allenstein | 1      | 12 | 10 | 1 | 1 | 47 | 15 | +32 | 21 | 1.     |
| 1938/39                         | Gauliga Ostpreußen                  | 1      | 18 | 10 | 2 | 6 | 49 | 32 | +17 | 22 | 2.     |